# Schaeffler-Gruppe
Schaeffler Technologies AG & Co. KG eller Schaeffler-Gruppe er en tysk producent af maskinlejer til bilindustri, luftfart og industri. Den blev etableret i 1946 af Dr. Wilhelm og Dr.-Ing. E. h. Georg Schaeffler.
I 2008 købte de en betydelig aktiepost i Continental AG.